# Garniture (cuisine)
Pour les articles homonymes, voir Garniture.
La garniture peut désigner la partie centrale d'un plat, comme les viandes et accompagnements de la choucroute garnie, ou le contenu d'autres éléments constituant leur réceptacle tels que l'appareil des tartes, le contenu d'un sandwich, ou le fourrage des bouchées à la reine, des tourtes ou autres pâtisseries et confiseries fourrées.
Une garniture peut aussi correspondre, selon le sens anglo-saxon (garnish en anglais), à un éléments de décor comestible utilisé lors du dressage sur un plat ou une boisson. Dans de nombreux cas, il peut apporter une saveur supplémentaire ou contrastée. Certaines garnitures sont choisies principalement pour augmenter l'impact visuel de l'assiette, tandis que d'autres sont choisies spécifiquement pour la saveur qu'elles peuvent donner, contrairement à un condiment, une sauce préparée ajoutée à un autre aliment principalement pour sa saveur. Un aliment servi avec une garniture peut être décrit comme garni.

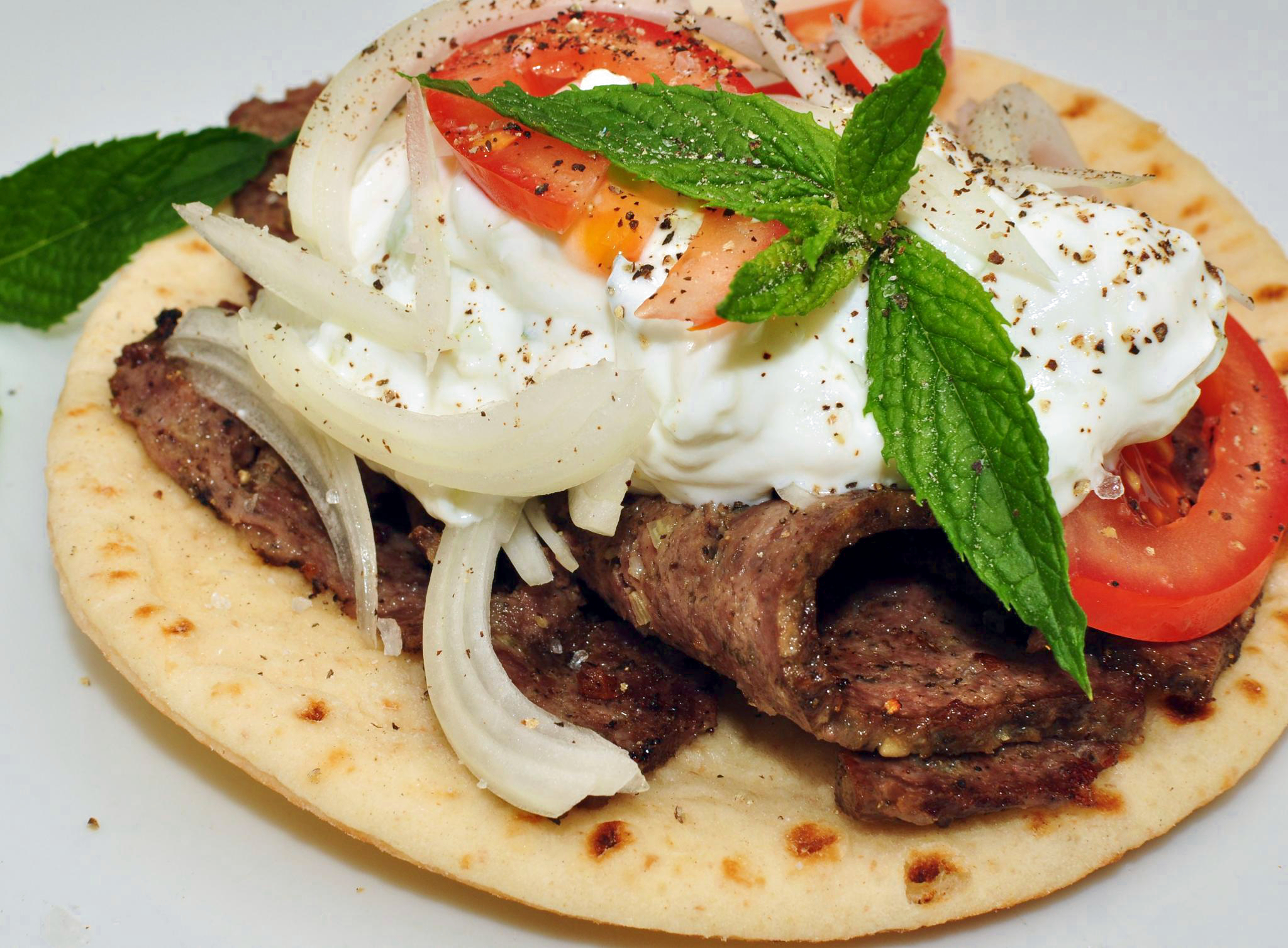
Gyros garni de feuilles de menthe.

De nombreuses garnitures ne sont pas destinées à être mangées même si certaines peuvent être consommées. Le persil est un exemple de garniture traditionnelle ; cette herbe verte piquante a de petites feuilles de forme distincte, des tiges fermes et est facile à couper pour en faire une garniture.